# Gao Zhisheng
Pour les articles homonymes, voir Gao.
Dans ce nom chinois, le nom de famille, Gao, précède le nom personnel.
Gao Zhisheng (chinois simplifié : 高智晟)  (né en 1964 dans un village du Shanxi) est un avocat qui défend les droits de l'homme en Chine. Sans nouvelle de lui de février 2009 à mars 2010, détenu à la prison de Shaya dans le Xinjiang, il est libéré le 7 août 2014. Il est depuis assigné à résidence.

## Biographie
Gao Zhisheng a exercé à Pékin, où il fut l'un des premiers « avocats aux pieds nus. » Dans les années 2000, il porta devant les tribunaux des affaires de citoyens ordinaires, des résidents expulsés aux patients floués par les hôpitaux, victimes d'injustice.
Chrétien, il défend d'autres chrétiens harcelés par les autorités, puis des membres du mouvement religieux Falun Gong, interdit en 1999 après une immense manifestation pacifique, le 25 avril 1999. Sa licence d'avocat est révoquée en 2005 par les autorités chinoises.
Sa défense des membres du mouvement spirituel Falun Gong et de personnes expropriées a contribué à le faire connaître de l'opinion internationale. Gao Zhisheng dénonce les actes de torture envers les pratiquants du Falun Gong par des membres du Bureau 610. L'avocat affirme que les prisonniers subissent systématiquement des sévices sexuels.
En 2006, Gao Zhisheng invite David Matas et David Kilgour à venir enquêter sur les allégations de prélèvement d'organes sur des prisonniers vivants membres du mouvement religieux Falun Gong. Mais leurs visas ont été refusés par l'ambassade de Chine à Ottawa.
Ses écrits étant interdits dans la presse chinoise, il s'efforça alors d'alerter la presse et les associations étrangères quant aux dénis de droits en Chine. Fin 2006, il fut arrêté pour subversion et bénéficia d'un sursis à la condition qu'il quitte Pékin. Hu Jia prit alors sa relève, avant d'être lui aussi détenu, placé en résidence surveillée, puis emprisonné fin 2007.
Amnesty International a lancé une « Action urgente » pour demander sa libération.
Il a été accusé de subversion et mis en détention le 25 septembre 2007 après avoir écrit aux législateurs américains leur demandant d'aider à mettre en lumière ce qu'il a appelé un « la continuité du désastre des droits de l'homme en Chine ». Il aurait alors été torturé et menacé de mort.
Gao a été détenu à maintes reprises pendant des jours ou des semaines les neuf derniers mois de 2008. Selon phayul.com, sa dernière détention serait reliée à  l’augmentation générale des contrôles en prévision du congrès du parti communiste chinois en octobre 2008.
La nomination de Gao Zhisheng au prix Nobel de la paix 2008 a été envisagée.
Selon l’association China Human Rights Defenders, depuis septembre 2007, avec son épouse et ses deux enfants, Gao Zhisheng est détenu dans une prison noire, il aurait été soumis à des humiliations devant sa famille et ses enfants sont privés d'école.
Sa femme, Geng He, s'est exilée aux le 11 mars 2009 avec ses deux enfants, a adressé le 23 avril 2009 une lettre ouverte au Congrès américain, rappelant le combat de son mari pour le respect des lois et dénoncer les dénis de justice dont sont victimes les citoyens ordinaires.
Il a été arrêté à nouveau le 4 février 2009 dans son village natal où il était assigné à résidence. À la suite de sa disparition, Human Rights in China publia une lettre ouverte à sa demande préalable. Cette lettre de novembre 2007, date de sa précédente libération, détaille les tortures qu'il a subies d'un groupe de policiers : matraques électriques, cure-dents dans les parties génitales et tabassage, décrits par ses tortionnaires comme « les douze plats » du menu réservé aux membres du Falun Gong.
Dans cette lettre publiée en février 2009, il décrit ce qu'il a subi en détention : « “Gao Zhisheng ! Fils de p*** ! Ton heure est arrivée ! Mes frères ! Montrons à ce salaud à quel point nous pouvons être brutaux. Tuons ce salaud ! » Un leader du groupe a alors crié et quatre hommes avec des matraques électriques ont commencé à me frapper sur la tête et sur le corps avec férocité. On n’entendait plus rien dans la salle que le bruit des coups et de mes râles. J’ai été battu si sévèrement que tout mon corps a commencé à trembler de manière incontrôlable.“ »
Depuis 2008, et surtout lors des Jeux olympiques, très peu d'informations filtrent au sujet de l'avocat.
L'association Reporters sans frontières a demandé aux autorités chinoises des  preuves de vie de l’avocat disparu depuis le 4 février 2009.
Fin mars 2010, des preuves de vie sont données par sa famille qui a pu lui parler par téléphone. Il s'est déclaré « libre à présent » mais a précisé qu'il n'avait ni le droit ni l'envie de répondre à des interviews. Selon l'organisation Freedom Now, Gao Zhisheng serait sous surveillance, voire en résidence surveillée.
Le 14 janvier 2011, à l'occasion de la  prochaine visite du président  Hu Jintao à Washington, Hillary Clinton a évoqué le cas de Gao Zhisheng. Lors de cette communication, madame Clinton a aussi lancé un appel à la libération de Liu Xiaobo prix Nobel de la paix et a évoqué le cas de Chen Guangcheng actuellement emprisonné.
En décembre 2011, il est à nouveau arrêté et renvoyé en prison pour trois ans car les autorités chinoises ont estimé qu'il n'avait pas respecté les conditions de sa mise en liberté. Il serait détenu à la prison de Shaya dans le Xinjiang.
L'avocat Gao Zhisheng est libéré le 7 août 2014. Ses proches s'inquiètent d'un éventuel placement en résidence surveillée.
Lors de la parution d'une interview donnée à l'Associated Press et publiée à partir du 23 septembre, il évoque des tortures subies pendant sa période de détention et sa vie en résidence surveillée dans une « grotte » depuis sa libération. Le 23 septembre, une information sur la page Facebook du China Human Rights Lawyers Concern Group fait part de son enlèvement, l'information étant reprise au conditionnel le surlendemain par le site premier.org. En décembre 2020, l'Union européenne demande à la République populaire de Chine la libération immédiate de Gao Zhisheng .
En août 2017, Gao Zhisheng a de nouveau « disparu » et on est sans ses nouvelles depuis lors.